# Nansenova medaile za vynikající výzkum
Nansenova medaile za vynikající výzkum (norsky Nansenmedaljen for fremragende forskning) je norské civilní vyznamenání původně udílené Nansenovou nadací. V roce 2007 bylo králem přijato mezi oficiální norská vyznamenání.

## Historie a pravidla udílení
Medaile byla založena roku 2003. Udílena je výzkumným pracovníkům, kteří získali Cenu Fridtjofa Nansena za vynikající výzkum. Žijícím příjemcům této ceny byla tato medaile udělena zpětně. Dne 25. dubna 2007 byla přijata jako oficiální norské státní vyznamenání, které se v hierarchii norských vyznamenání nachází na 16. místě.
Ocenění je rozděleno na matematicko-vědeckou třídu, která je udílena za přírodovědné obory a lékařství a na historicko-filozofickou třídu, která zahrnuje humanitní a společenské vědy. Obvykle se každoročně udílí jedna až dvě medaile. Udílení probíhá během výročního zasedání Norské akademie věd.

## Popis medaile
Na přední straně je portrét Fridtjofa Nansena obklopený nápisem FRIDTJOF NANSENS BELØNNING FOR FREMRAGENDE FORSKNING. Na zadní straně je vavřínový věnec s nápisem FRIDTJOF NANSENS FOND TIL VIDENSKABENS FREMME.
Stuha je modrá s dvěma úzkými bílými pruhy.